# Thug Life: Volume 1
Albums de 2Pac
Strictly 4 My N.I.G.G.A.Z.
(1993) Me Against the World
(1995)
Singles
1. Pour Out a Little Liquor
Sortie : 23 août 1994
2. Cradle to the Grave
Sortie : 4 novembre 1994
3. Shit Don't Stop
Sortie : 16 mars 1995
4. How Long Will They Mourn Me?
Sortie : 27 juin 1995

Thug Life: Volume 1 est le premier et unique album studio du groupe Thug Life sorti le 11 octobre 1994.

## Enregistrement
Cet album est le lent aboutissement d'un projet que 2Pac commença à enregistrer à la fin 92 quand il rencontra Big Syke. À l'été 93, un premier album simplement titré Thug Life était prêt avec seulement 2 morceaux communs avec la version publiée ("Pour Out A Little Liquor" et "How Long Will They Mourn Me"). L'album était alors un album solo avec de nombreux invités. L'album aurait d'abord été repoussé en raison de samples difficiles à déclarer, de textes trop violents contre la police, avant d'être totalement abandonné à l'automne 93 par Tupac lui-même après avoir appris qu'une cassette démo de l'album circulait dans les studios d'Interscope.
Fin 93, Tupac imagine un nouveau projet de film + compilation bande originale (dans le genre de Game of Survival du Live Squad ou Murder Was The Case de Snoop Dogg). Le scénario du film tel qu'écrit par Tupac dans ses cahiers racontait la mort de leur ami Kato, manager du groupe tué en avril 93. Le projet s'intitulait alors "Thug Life Volume 1 : Honor Among Thugz". On ignore quel aurait été l'objet du volume 2 (un autre film + B.O. ?).
Tupac abandonne vite l'idée d'un film mais se fixe dès mars-avril 94 sur un album de 10 morceaux seulement et incorpore des morceaux enregistrés avec Live Squad (contrairement aux premières moutures qui étaient strictement orientées West Coast).
À l'été 94, une cassette promo circule dans les médias. Mais en septembre, Interscope refuse de publier "Runnin' From The Police" (en raison des textes) et 2Pac le remplace au dernier moment par le morceau éponyme de son projet d'album, Stay True. Il remplace également la version originale de "Cradle To The grave" par un remix de son nouveau partenaire Moe-Z.

## Réception
L'album s'est classé 6e au Top R&B/Hip-Hop Albums et 42e au Billboard 200 et a été certifié disque d'or par la Recording Industry Association of America (RIAA) le 24 janvier 1996. L'album s'est vendu à plus de 478 000 exemplaires.

## Liste des titres
| No  | Titre                                              | Contient un (des) sample(s) de | Durée |
| --- | -------------------------------------------------- | --- | ----- |
| 1.  | Bury Me a G (featuring Natasha Walker)             | Living For the Love of You des Isley Brothers                                                                                       | 4:58  |
| 2.  | Don't Get It Twisted                               | Symphonette de David « Fathead » Newman featuring Roy Ayers The Back Down de Richard Pryor Impeach the President des Honey Drippers | 3:19  |
| 3.  | Shit Don't Stop (featuring Y?N-Vee)                | Aqua Boogie (A Psychoalphadiscobetabioaquadoloop) de Parliament                                                                     | 3:46  |
| 4.  | Pour Out a Little Liquor                           | Cry Together des O'Jays Impeach the President des Honey Drippers Welcome to the Ghetto de Spice 1                                   | 3:29  |
| 5.  | Stay True                                          | Just Want to Be With You de Curtis Mayfield                                                                                         | 3:09  |
| 6.  | How Long Will They Mourn Me? (featuring Nate Dogg) | Don't Stop (Ever Loving Me) de One Way                                                                                              | 3:52  |
| 7.  | Under Pressure                                     | | 4:32  |
| 8.  | Street Fame                                        | N Misery des Evil Mind Gangsta's | 3:29  |
| 9.  | Cradle to the Grave                                | Ironside de Quincy Jones | 6:13  |
| 10. | Str8 Ballin'                                       | What's a Telephone Bill? de Bootsy's Rubber Band                                                                                    | 5:04  |